# (4613) Mamoru
(4613) Mamoru es un asteroide perteneciente al cinturón de asteroides, descubierto el 22 de julio de 1990 por Kazuro Watanabe desde la JCPM Sapporo Station, Sapporo, Japón.

## Designación y nombre
Designado provisionalmente como 1990 OM. Fue nombrado Mamoru en honor al profesor del departamento de tecnología Mamoru Mohri desempeñó su labor en la Universidad de Hokkaido y fue el primer especialista de la Agencia Nacional de Desarrollo Espacial de Japón en viajar al espacio.

## Características orbitales
Mamoru está situado a una distancia media del Sol de 2,662 ua, pudiendo alejarse hasta 3,471 ua y acercarse hasta 1,853 ua. Su excentricidad es 0,303 y la inclinación orbital 6,655 grados. Emplea 1586 días en completar una órbita alrededor del Sol.

## Características físicas
La magnitud absoluta de Mamoru es 11,7. Tiene 10,882 km de diámetro y su albedo se estima en 0,284.